# Televisione lineare
La televisione lineare o TV lineare è un metodo di distribuzione dei contenuti radiotelevisivi. Per TV lineare si intende il mezzo televisivo tradizionale, con contenuti trasmessi tramite onde radio, via satellite o via cavo, e dove la programmazione del canale televisivo segue un palinsesto predefinito organizzato unilateralmente dall'emittente televisiva. Invece la TV non lineare è costituita essenzialmente da contenuti a richiesta (on demand) e si presenta come un servizio interattivo, in genere veicolato tramite internet.

## Dispositivi di fruizione
Con i comuni apparecchi televisivi è possibile ricevere sia i canali televisivi e sia i canali radiofonici attraverso un unico dispositivo. Tale modalità di fruizione è detta lineare quando l'utente può solo scegliere quale canale televisivo o radiofonico seguire ma non può scegliere il programma: in altre parole, i contenuti vengono trasmessi secondo un palinsesto predeterminato e tutti gli spettatori lo guardano contemporaneamente.
Le cosiddette smart TV hanno diverse funzionalità aggiuntive, con le smart TV è possibile accedere anche a contenuti non lineari, come per esempio i podcast radiofonici o le piattaforme televisive on demand come Netflix e altre, in cui l'utente può organizzare autonomamente una propria programmazione personalizzata, senza dipendere dalle decisioni dei canali TV e radio.